# Běleč (Těšovice)
Běleč (německy Bieltsch) je vesnice, část obce Těšovice v okrese Prachatice v Jihočeském kraji. Nachází se asi jeden kilometr východně od Těšovic. Prochází zde silnice II/145. V roce 2011 zde trvale žilo 106 obyvatel.
Běleč leží v katastrálním území Běleč u Těšovic o rozloze 3,95 km². V katastrálním území Běleč u Těšovic leží i Bělečská Lhota.

## Historie
První písemná zmínka o vesnici pochází z roku 1360.

## Obyvatelstvo
| Rok            | 1869 | 1880 | 1890 | 1900 | 1910 | 1921 | 1930 | 1950 | 1961 | 1970 | 1980 | 1991 | 2001 | 2011 | 2021 |
| -------------- | ---- | ---- | ---- | ---- | ---- | ---- | ---- | ---- | ---- | ---- | ---- | ---- | ---- | ---- | ---- |
| Počet obyvatel | 258  | 292  | 251  | 223  | 229  | 242  | 237  | 179  | 168  | 155  | 125  | 100  | 95   | 106  | 116  |
| Počet domů     | 38   | 39   | 41   | 42   | 43   | 43   | 44   | 50   | 50   | 43   | 41   | 45   | 52   | 53   | 58   |

## Obecní správa
Při sčítání lidu v letech 1850–1959 Běleč byl samostatnou obcí v okrese Prachatice. Od roku 1960 je částí obce Těšovice v okrese Prachatice. V letech 1850–1959 k obci patřila Bělečská Lhota.

## Pamětihodnosti
- Kaplička
- Usedlost čp. 9